# Szczęśliwego Nowego Jorku
Szczęśliwego Nowego Jorku – polski komediowy film fabularny reżyserowany przez Janusza Zaorskiego z 1997 roku.
Szczęśliwego Nowego Jorku to kolejna adaptacja filmowa utworów Edwarda Redlińskiego: powieści Szczuropolacy i dramatu Cud na Greenpoincie.

## Obsada
- Bogusław Linda – Janek („Andrew”, „Serfer”, „Lawyer”)
- Zbigniew Zamachowski – Ignacy („Potejto”)
- Cezary Pazura – Leszek („Azbest”)
- Katarzyna Figura – Teresa („Teriza”), siostra „Azbesta”
- Rafał Olbrychski – Jacek „Pank”, brat „Serfera”
- Janusz Gajos – „Profesor”
- Danuta Stenka – żona „Profesora”
- Liliana Okowity – żona „Serfera”
- Eugeniusz Priwieziencew – alfons „Czemp”
- Katarzyna Szydłowska – prostytutka, „córka” „Czempa”
- Zygmunt Hobot – milioner „Riczi”
- Sławomir Pacek – Henio, narzeczony Teresy
- Dorota Dobrowolska-Ferenc – Jadzia, żona Ignacego
- Dorota Chotecka – żona „Azbesta”
- Małgorzata Rożniatowska – matka „Azbesta”
- Andrzej Wasilewicz – „klient” z sekatorem

## Opis fabuły
Głównymi bohaterami filmu jest sześcioro polskich emigrantów w Stanach Zjednoczonych w Nowym Jorku, wywodzących się z różnych środowisk w ojczyźnie. Oderwanie od tradycji i kulturowych korzeni, nieznajomość języka i realiów nowojorskiego życia powodują postępującą izolację przybyszów z Polski.

## Ścieżka dźwiękowa
Szczęśliwego Nowego Jorku - ścieżka dźwiękowa do filmu ukazała się 21 września 1997 roku nakładem wytwórni muzycznej Ariola Poland. Na płycie znalazły się nagrania m.in. takich wykonawców jak Golden Life, Lech Stawski i Raz, Dwa, Trzy. Album był promowany piosenką autorstwa Marka Kościkiewicza do utworu tytułowego w wykonaniu Artura Gadowskiego. Piosenka dotarła do 19. miejsca Listy Przebojów Programu Trzeciego Polskiego Radia.
Lista utworów
1. Artur Gadowski, Marek Kościkiewicz - "Szczęśliwego Nowego Jorku"
2. "China Town" - motyw instrumentalny
3. Guzik - "I'm coming straight from my culture - Part I"
4. Cukier - motyw instrumentalny
5. Golden Life - "Escape"
6. "Żona profesora" - motyw instrumentalny
7. Aya RL - "Ameryka"
8. Golden Life - "Shake down the guns"
9. Lech Stawski - "Biała mewa"
10. Guzik - "I'm coming straight from my culture - Part II"
11. Golden Life - "Follow me to the Riverland"
12. Pivo - "Słońce, które znasz"
13. T.Love - "Stany"
14. Roan - "Wysoko ponad świat"
15. Raz, Dwa, Trzy - "Pod niebem"